# دیل گروب
دیل گروب (انگلیسی: Dayle Grubb؛ زادهٔ ۲۴ ژوئیهٔ ۱۹۹۱) بازیکن فوتبال است.
از باشگاه‌هایی که در آن بازی کرده‌است می‌توان به باشگاه فوتبال فارست گرین راورز اشاره کرد.